# Tales of the Jedi: Knights of the Old Republic

## Introducción
Los directivos de la editorial americana Dark Horse aprovechaban el tirón que había vuelto a tener Star Wars con la Trilogía de la Nueva República y en especial en el mundo del cómic con Imperio Oscuro. El 1 de octubre de 1993 abrieron una ventana de posibilidades inaugurando una era, el Periodo de la Antigua República, y de los Jedi. Los cómics formaban una serie de cinco volúmenes luego recopilados en uno solo.
Era el primer cómic que no trataba de la Trilogía Original y debido a su precocidad no se sabía prácticamente nada de los Jedi y se los mostró más como guerreros misioneros y místicos con un toque antiguo y sin túnicas que como a Obi-Wan Kenobi o a Yoda.
El cómic mostraba unos Jedi más o menos libres beneficiándose de las enseñanzas de un sabio y centenario Maestro. La serie tanteaba la vida de los Jedi de aquella era contando la historia de varios de ellos.
Por otro lado hay que decir que este fue uno de los pocos cómics editados en español de Star Wars, y sobre todo de la serie "Relatos de los Jedi".

## Historia
Los dos primeros capítulos narran la historia de los tres aprendices (Ulic Qel-Droma, Cay Qel-Droma y Tott Doneeta) del Maestro Jedi que vigila en mundo de Onderon, Arca Jeth. Una guerra y una división cultural mantienen a los habitantes de Onderon separados y en conflicto continuo. Hay una oportunidad de paz, pero alguien intenta frustrarla. Mientras que nada es lo que parece, los Jedi pronto descubrirán que el mismo Lado Oscuro y la sombra de los Sith están implicados.
Por otro lado los tres últimos cómics narran la historia de Nomi Sunrider y su lucha contra todo tipo de bandidos que la llevan a ella y a su hija, tras ser asesinado su marido, a aceptar su destino como Jedi bajo la tutela del anciano Maestro Thon.

## Apartado Técnico
Para toda la serie se utilizó al guionista Tom Veitch, el mismo que puso guion a Imperio Oscuro. Sin embargo los dibujantes cambiaron.
Para los dos primeros volúmenes, los del incidente de Onderon, el dibujante fue Chris Gossett. 
Para el tercer volumen, que comenzaba la historia de Nomi Sunrider Janine Johnston fue la encargada de dibujar el proyecto. Para los dos siguientes, que cerraban la historia se utilizó sin embargo al dibujante David Roach.